# Шивачица
Шивачица (лат. Cisticola juncidis) је широко распрострањена грмуша Старог света чије се гнездилиште налази у јужној Европи, Африци (ван пустиња и прашума) и јужној Азији све до северне Аустралије. Мала птица која се углавном налази у травнатим подручјима, најбоље се препознаје по риђкастом задњем делу тела; поред тога, нема златну боју на оковратнику, а смеђкасти реп је обрубљен белим врхом. Током сезоне гнежђења мужјаци имају цик-цак лет праћен редовним „зитинг“ оглашавањем које се може упоредити са поновљеним сечењем маказама. Они граде своје гнездо окачено унутар грма траве.

## Таксономија
Шивачицу је описао природњак Константин Самуел Рафинеск 1810. године и дао јој биномско име Sylvia juncidis. Типски локалитет је Кампофеличе ди Рочела на Сицилији. Тренутни назив рода Cisticola потиче од старогрчке речи kisthos, што значи „ камена ружа “, и латинске речи colere, што значи „боравити“. Специфични епитет juncidis такође потиче из латинског и представља деминутив од iuncus, што значи „трска“.
Широм њиховог широког подручја распрострањености, примећено је неколико варијација у популацијама и препознато је чак 17 подврста. Благо се разликују по звуцима, перју и величини, а неки су сматрани потпуним врстама у неким таксономским третманима. Номинована подврста се налази у јужној Француској, Грчкој, Турској, Сицилији, Корзици и Египту, док западни Португал и Шпанија имају "cisticola". Популација у Палестини, Сирији, Ираку и Ирану је "neuroticus", док је популација северне и источне Африке "uropygialis" и "perennius" (јужније). Габон, Ангола и јужна Африка су домовина врсте "terrestris". Популација у Западним Гатима у Индији, "salimalii", не показује сезонске варијације дужине репа као код "cursitan" у равницама Индије и сушној зони Шри Ланке, који имају дужи реп у сезони ван размножавања. Популација "malaya" се налази у јужној Југоисточној Азији, "tinnabulans" северније у јужној Кини, док се "brunniceps" налази у Кореји и Јапану. Остале популације укључују "nigrostriatus" (Филипини), "constans" (Сулавеси), fuscicapilla (источна Јава), "leanyeri" (северна Аустралија), "normani" (северозападни Квинсленд) и "laveryi" (североисточна Аустралија).
Овај род се понекад одваја од разних других родова јужних грмуша и додељује му се породични статус као Cisticolidae. Ова врста је раније била позната као лепезасторепа грмуша, али садашње име даје усклађеност са многим тропским врстама "cisticola", као и избегава забуну са америчком врстом која се такође назива лепезорепа цвркутанка (Basileuterus lachrymosus).

## Опис
Шивачица је 10-12 цм у дугачка птица. Одозго је смеђе боје, јако прошарана црним ознакама. Доњи делови тела су беличасти, а реп је широк, са белим врхом и често се тресе, што је довело до алтернативног имена за врсту. Одрасли мужјаци имају мање пруга на круни и више обележја на леђима него женке, али нема великих разлика између полова или седамнаест географских раса. Одсуство нухалног оковратника одваја је од златноглаве шивачице (Cisticola exilis). Ван сезоне гнежђења, имају тенденцију да се крију у трави и тешко их је уочити.

## Распрострањеност и станиште
Шивачица се налази углавном у травнатим стаништима, често близу воде. Већина популација је стална, али неке источноазијске популације мигрирају на југ у топлије крајеве зими. У Хималајима се пењу на око 1.900 м током лета, али су испод 1.300 м током зиме. Ова врста је ретка луталица у северној Европи, углавном у пролеће. Његов европски ареал се генерално шири, иако су северне популације посебно подложне јаким зимама.

## Понашање и екологија
Шивачице су веома мале птице које се хране инсектима, а које се понекад налазе у малим групама. Сезона гнежђења је повезана са кишама. Два легла годишње се јављају у многим регионима. Мужјаци су углавном полигамни, али неки су моногамни. Мужјак гради почетну структуру гнезда дубоко у трави и позива женке посебним приказом. Женке које прихвате мужјака комплетирају гнездо. Гнездо се прави везивањем живог лишћа у меку тканину од филцаног биљног перја, паучине и траве. Гнездо шивачице је у облику шоље са крошњом од повезаног лишћа или траве ради камуфлаже; полаже 3–6 јаја. Женка инкубира јаја, која се излегу након око 10 дана. Може се узгајати више од једног легла. Женке често мењају своје партнере и ретко остају унутар исте територије, док су мужјаци мање мобилни, одржавајући територије песама које се не преклапају и мењају из дана у дан. Женке се понекад могу парити у првој години.